# 이스라엘의 요르단강 서안 지구 침공 (2024년~현재)
이스라엘-하마스 전쟁 동안 이스라엘군은 제닌과 툴카름을 포함한 이스라엘 점령 요르단강 서안 지구 내 여러 팔레스타인 도시와 난민 캠프에 여러 차례 지상 침공을 감행했으며, 때로는 공습을 동반하기도 했다. 이스라엘의 침공은 팔레스타인 무장 세력과의 충돌로 이어졌다. 분쟁 시작 이후 806명의 요르단강 서안 지구 팔레스타인인이 이스라엘에 의해 사망했으며, 이 중 143명은 어린이다. 유엔은 2023년 10월부터 2024년 5월까지 800건 이상의 이스라엘 정착민에 의한 팔레스타인인 공격을 기록했다. 이스라엘은 2023년 10월 7일부터 2024년 8월까지 요르단강 서안 지구 팔레스타인인 약 10,000명을 체포했다. 12월 15일, 국경없는의사회는 2023년이 요르단강 서안 지구 팔레스타인인에게 기록상 가장 치명적인 해였다고 보고했다.

## 배경
팔레스타인인과 요르단강 서안 지구의 이스라엘인 간의 긴장과 폭력은 2023년 전쟁이 시작되기 훨씬 전부터 고조되고 있었다. 유엔에 따르면, 2022년은 팔레스타인인에게 기록상 가장 치명적인 해였으며, 2023년 9월까지는 이미 요르단강 서안 지구 어린이에게 역사상 가장 치명적인 해로 기록되었다.

## 제닌 침공

### 10월 공격
2023년 10월 12일, 이스라엘은 요르단강 서안 지구 제닌에서 공습을 감행하여 하마스 대원 1명을 구금하고 다른 여러 명에게 부상을 입힌 것으로 보고되었다. 2023년 10월 14일, 또 다른 공습이 도시에서 시작되어 여러 명이 사망했다.
2023년 10월 22일, 이스라엘 방위군이 알안사르 모스크에서 "임박한 테러 공격"을 조직하던 하마스와 팔레스타인 이슬람 지하드 단체를 목표로 공습을 감행하여 막대한 피해를 입혔다. 2명이 사망하고 3명이 부상했다. 이스라엘 방위군은 하마스와 팔레스타인 이슬람 지하드가 모스크 지하에 있는 복합 시설에서 활동하고 있었다고 주장했다. 팔레스타인 외무장관 리야드 알말리키는 이 공격을 "전투기 사용의 위험한 확대"라고 규정하며 가자 지구 전술이 채택된 것에 대한 우려를 표명했다.
10월 27일, 팔레스타인 이슬람 지하드 고위 사령관 아이세르 모하마드 알아메르가 이스라엘 방위군과의 충돌 중 사망한 것으로 보고되었다. 10월 29일, 이스라엘 방위군은 2003년 고철, 특히 팔레스타인 적신월사 구급차의 잔해를 사용하여 제작된 기념물인 제닌 말을 제거했는데, 이 구급차에서 칼릴 술레이만이 이스라엘 방위군에 의해 살해되었다. 10월 30일, 이스라엘군은 다시 제닌을 습격하여 전투를 벌여 팔레스타인인 2명이 사망했다고 보고되었다.

### 11월 습격
11월 17일, 이스라엘 방위군은 수 시간 동안 제닌에서 알쿠드스 여단과 알 아크사 순교자 여단 무장 세력과 교전한 것으로 보고되었다. 이 충돌로 하마스 대원 3명과 민간인 2명을 포함한 5명이 사망했다. 11월 29일, 또 다른 충돌이 발생했으며, 이스라엘 방위군은 팔레스타인 이슬람 지하드 무장 세력과 교전하여 무장 세력 2명이 사망했다.

#### 이스라엘 군인에 의한 어린이 살해
11월 29일, 이스라엘 방위군은 "고위 테러리스트 두 명"을 사살했다. 공습 중 용의자들이 이스라엘 방위군 병사들에게 폭발물을 투척하자 이들은 실탄으로 대응했다. 살해 장면을 담은 CCTV 영상에는 14세 바젤 아부 알아와파가 여러 발의 총격을 받고 치명적인 부상을 입는 모습과 8세 아담 알굴이 머리에 총격을 맞고 사망하는 모습이 담겨 있다.

### 12월 습격
12월 5일, 충돌로 팔레스타인인 5명이 부상했다. 12월 6일, 이스라엘 방위군과의 폭력적인 대치로 10대 시위자 1명이 사망하고 2명이 부상했다. 12월 12일, 팔레스타인인 5명이 사망했으며, 그날 늦게 또 다른 남성이 사망했다. 12월 13일, 팔레스타인인 시위자 1명이 사망하고 2명과 어린이 1명이 이스라엘군의 총격으로 부상했다. 12월 14일, 이스라엘은 수배자 60명을 체포하고, 50개 이상의 무기를 압수했으며, 10만 세켈 이상의 폭발물과 자금을 발견하고, 지하 갱도, 폭발물 연구실, 관측 초소를 발견했다고 밝혔다. 이스라엘 방위군 성명에 따르면, 군은 기반 시설을 파괴하고 탄약을 압수했으며, 공군으로 두 분대를 표적으로 삼아 7명의 사망자와 부상자를 냈다고 보고되었다. 10명 이상, 총 12명의 팔레스타인인이 충돌로 사망했다고 보고되었다.
국경없는의사회의 증언에 따르면, 제닌 난민 캠프 근처 칼릴 술레이만 병원 구내에서 17세 소년이 이스라엘 방위군에 의해 총에 맞아 사망한 것으로 보고되었다.
이스라엘 여성 군인이 12월 22일 팔레스타인 남성이 차를 옮기려 하자 총을 쏴 살해했다. 12월 24일 제닌과 요르단강 서안 지구의 여러 지역에서 발생한 공습으로 10명 이상이 체포되었다. 12월 25일에는 최소 10채의 가옥이 습격당했다.

### 1월 습격
1월 2일에는 12건의 습격이 보고되었으며, 제닌에서 폭력적인 습격과 아준에서의 폭력적인 대치로 팔레스타인인 4명이 사망했다. 1월 5일에는 야바드에서 습격이 보고되었으며, 11세 소년이 부상했다. 1월 7일에는 한 의사가 드론 공격을 묘사하며 "한 남성이 참수되었다. 미사일이 직접 그를 타격한 것 같았다. 다른 이들은 사지를 절단당했다"고 진술했다. 1월 9일에는 제닌으로 들어가는 모든 입구가 봉쇄되었다고 보고되었다. 제닌 고위 위원회 의장은 이스라엘이 도로, 전봇대, 수도관, 그리고 셰린 아부 아클레 기념비를 파괴했다고 밝혔다. 영국 자선 단체인 액션 어라운드 베들레헴 칠드런 위드 디스어빌리티는 이스라엘군에 의해 피해를 입었다고 밝혔다.
1월 13일, 이스라엘 병사들이 알아말 병원을 포위하고 구급차를 수색했다. 1월 25일에는 공습 중에 젊은 남성 1명이 사망하고 그의 형제가 체포되었다. 이스라엘 방위군은 1월 28일 회전교차로를 파괴했다. 1월 29일, 야바드 공습에서 젊은 남성 세 명이 이스라엘 방위군 병사들에게 심하게 구타당한 것으로 보고되었다. 1월 30일, 이스라엘 특수부대가 의료진으로 위장하여 제닌 병원에서 젊은 팔레스타인 남성 3명을 암살했다. 이 남성들은 잠자는 동안 침대에서 살해당한 것으로 보고되었다. 일부 법률 분석가들은 이러한 행위가 전쟁범죄를 구성할 수 있다고 언급했다.

### 2월 습격
20대 후반의 젊은 남성 두 명이 이스라엘 병사들에게 수 시간 동안 구타당한 후 올리브 숲에 버려진 뒤 병원에 입원했다. 2월 13일 공습으로 수도, 하수도, 인터넷 네트워크 등 기반 시설이 파괴되었다. 2월 13일, 이스라엘군이 의료진의 접근을 막은 후 젊은 남성 한 명이 사망했다. 이스라엘군이 사람들의 재산과 차량을 파괴한 후 카바티야에서 충돌이 보고되었다. 이스라엘군 라디오는 2월 20일 공습으로 팔레스타인인 3명이 사망했다고 밝혔다. 2월 21일에는 25세 남성이 사망했다. 2월 22일의 공습으로 1명이 사망하고 15명이 부상했으며, 며칠 후 이 공격으로 2명이 더 사망했다. 이스라엘군은 팔레스타인 가옥 철거가 충돌과 체포로 이어지자 잘분 마을을 군사 봉쇄했다.

### 3월 습격
3월 5일, 18세 소년이 머리에 총상을 입고 사망했다. 3월 12일 공습 중 2명이 사망했다. 이스라엘군은 제닌 정부 병원에 발포하여 응급실 앞에 서 있던 민간인들에게 부상을 입히고 2명을 살해했다. 3월 21일 이스라엘 공습으로 3명이 사망했으며, 이는 한 달도 채 되지 않아 두 번째 공습이었다. 의사들은 3월 27일 이스라엘 드론 공습으로 4명의 사상자가 발생했다고 보고했다. 알자지라 잉글리시는 이스라엘의 "드론을 이용한 팔레스타인인 살해의 빈번한 사용"을 보도했다. 19세 소년이 심각한 총상으로 사망했다고 보고되었다. 팔레스타인 공식 통신사에 따르면 13세 소년이 카바티야에서 이스라엘군에 의해 총에 맞아 사망했다.

### 5월 습격
당국은 2024년 5월 21일 사망한 7명 중 교사와 의사, 10대 소년 2명이 포함되어 있다고 밝혔다. 팔레스타인 적신월사는 이스라엘군이 의료진이 부상자를 이송하는 것을 막는 것으로 보이는 영상을 게시했다. 국제아동방어는 이스라엘 저격수가 15세 소년 두 명을 살해한 후 미국에 어린이 살해에 사용되는 무기 지원을 중단할 것을 촉구했다. 공습에서 확인된 영상에는 이스라엘군이 옷을 벗긴 팔레스타인 남성들을 학대하는 모습이 담겨 있다.

### 6월 습격
2024년 6월 중순, 이스라엘군은 제닌 출신의 젊은 남성을 의식을 잃을 때까지 구타한 것으로 보고되었다.

## 툴카름 침공

### 10월
2023년 10월 19일 목요일 오전 3시, 이스라엘군은 툴카름을 습격하여 누르 샴스, 여러 지역, 그리고 툴카름 캠프에 집중했다. 15세 소년과 그의 아버지가 저격수에 의해 살해되었다. 누르 샴스 캠프에서는 이스라엘이 배치한 드론으로 팔레스타인인 집단에서 사상자가 발생했다. 공습으로 어린이 4명과 젊은 남성 8명이 사망했다. 이스라엘군은 누르 샴스 캠프에서 폭발 장치 폭발로 인해 장교 1명이 사망하고 병사 9명이 부상했으며, 부상당한 병사들은 메이르 병원으로 이송되었다고 보고했다.
습격 이틀째인 2023년 10월 20일 금요일 새벽과 아침 시간에 폭발이 발생했다. 툴카름 대대는 추가 무장 단체들이 툴카름에 도착하여 자신들의 노력을 지원하고 있다고 보고했다. 팔레스타인 보건부는 어린이 5명을 포함한 13명의 사상자가 발생했으며, 사망자와 부상자는 순교자 드르. 타베트 타베트 정부 병원으로 이송되었다고 확인했다.

### 11월
2023년 11월 2일, 베이트 리드에서 이스라엘 예비군 병사가 민간 차량에서 무장 세력에게 매복 공격을 받아 치명적인 총상을 입었다.

### 12월
12월 17일, 5명이 사망했으며, 구급차는 부상자에게 접근하지 못했고, 구급대원들은 체포되었다. 2023년 12월 20일, 이스라엘군은 아틸 마을을 습격했다. 12월 23일, 불도저가 툴카름에 진입했으며, 팔레스타인과 이스라엘군 사이에 충돌이 보고되었다. 12월 24일, 이스라엘 방위군에 대해 수제 폭발물이 사용된 것으로 보고되었다. 12월 25일, 100대 이상의 이스라엘군 차량이 누르 샴스를 습격했다. 12월 27일에는 야간 드론 공격이 보고되었으며, 구급대원은 "모든 곳에 남성들의 시신이 누워 있었다"고 진술했다.

### 1월
2024년 1월 3일, 습격으로 5명이 부상했으며, 1명은 실탄에 맞고, 3명은 이스라엘 병사들에게 구타당했으며, 1명은 이스라엘 지프에 치였다. 1월 4일, 누르 샴스에 대한 40시간의 습격이 종료되었으며, 병사들의 구타로 10명 이상이 부상했다. 500명이 심문을 받았다고 보고되었다. 툴카름 캠프 서비스 위원회장은 이스라엘군이 젊은 남성 3명을 살해한 것에 대해 비난했으며, 영상에는 병사들이 사망한 젊은 남성의 시신을 차량으로 밟고 지나가는 모습이 담겨 있다. 1월 12일, 누르 샴스에 대한 7시간의 습격으로 기반 시설이 손상되었으며, 캠프의 비상 책임자는 "캠프 내 도로 또는 골목 중 파괴되지 않은 곳이 없다"고 진술했다. 1월 13일, 10대 소년이 이스라엘 병사들에게 구타당해 사망했다.
1월 17일, 구급대원 3명이 습격 중 체포되었다. 5명이 사망했다. 이 습격은 40시간 이상 지속되었으며, 가옥과 기반 시설이 파괴되고 많은 남성들이 구금되었다고 보고되었다. 이스라엘 방위군은 현지 무장 세력과 교전하고 폭발물 부비트랩이 설치된 도로를 발견했으며, 1월 30일에는 전기 및 수도관을 손상시켰다고 보고되었다.

### 2월
2월 3일, 카프르 잠말에 대한 이스라엘 습격 중 젊은 남성 1명이 가슴에 총상을 입었다. 2월 7일, 누르 샴스에서 남성 2명이 살해되었다. 누르 샴스 인기 위원회장은 10월 7일 이후 이스라엘군이 17차례 습격하여 젊은 남성 23명을 살해하고 35채의 가옥을 파괴했으며, 주민 800명을 이주시켰고, 도로, 하수도, 수도 및 전기 네트워크를 파괴했다고 밝혔다. 2월 18일, 2명이 사망했다. 이에 대해 팔레스타인 외교부는 "정치 계층으로부터 이스라엘 병사들에게 무제한적인 권한이 주어져, 아무런 위협 없이 팔레스타인인들을 마음대로 쏠 수 있게 되었다"고 밝혔다.

### 3월
3월 12일 이스라엘군의 습격으로 남성 2명이 사망했다. 이스라엘은 3월 21일에 습격을 개시했으며, 목격자들은 "자신들이 본 파괴적인 면에서 가장 잔혹한 폭력적인 밤"이었다고 진술했다. 팔레스타인 적신월사는 이스라엘의 누르 샴스 습격 중 4명이 사망했다고 밝혔다.

### 4월
누르 샴스의 의료 소식통은 한 남성이 캠프에 대한 군사 습격을 촬영하던 중 이스라엘 저격수에 의해 턱과 목에 총상을 입었다고 밝혔다. 4월 말 이스라엘의 습격 후 파괴가 보고되었으며, 팔레스타인 적신월사는 14명의 사망자를 보고했다.

### 5월
5월 16일 야간 공습으로 20대 젊은 남성 3명이 사망한 것으로 보고되었다. 2024년 7월, 팔레스타인 당국은 이스라엘군이 공습 중 5명을 살해했다고 밝혔다.

## 기타 습격 및 침공

### 라말라
2023년 10월 12일, 이스라엘 병사와 정착민 그룹이 라말라에서 남성들을 옷을 벗기고 소변을 보게 하고 담배로 지지고 한 남성을 성폭행했다. 라말라 습격 중 5명이 부상했다. 1월 5일, 바니 제이드 알가르비야에서 10대 소년이 총에 맞아 사망했다. 1월 7일, 라말라 습격 중 현지 의사가 눈을 가린 채 체포되었다. 1월 8일, 라말라에서 의사와 간호사가 체포되었다. 1월 28일, 이스라엘군은 베이트 리마 습격 중 독가스를 방출했다고 보고되었다.
2024년 2월 7일, 이스라엘군은 실와드에 있는 미국 여성의 집에 침입하여 그녀를 침대에서 끌어내리고 소셜 미디어 게시물 때문에 체포했다. 2월 10일, 10대 소년이 이스라엘군에 의해 머리에 총상을 입고 사망했다고 보고되었다. 2월 20일, 아부드에서 어린이 6명이 체포된 것으로 보고되었다. 2월 22일, 10세 어린이 두 명이 체포되었다. 잘라존 출신의 13세 소년의 시신이 불법 이스라엘 정착촌인 베이트 엘 근처 분리 장벽 근처에서 사망한 채 발견되었다. 3월 2일, 카프르 니마에서 10대 소년이 이스라엘군에 의해 총에 맞아 사망했다. 3월 3일, 13세 소년이 이스라엘군에 의해 살해되었는데, 몇 시간 동안 출혈을 흘리며 방치되었다고 보고되었다. 3월 4일, 16세 시위자가 총에 맞아 사망했다. 2024년 6월, 이스라엘군은 카프르 니마를 습격하여 4명을 살해하고 4명을 부상시켰다. 2024년 6월, 12세 소년이 이스라엘군의 총격으로 사망했다.

#### 타우피크 아작 살해
1월 19일, 이스라엘군은 알마즈라 아시샤르키야에서 미국인 10대 소년을 살해했다. 그의 아버지는 "그들은 살인 기계이다. 그들은 우리 자녀를 죽이기 위해 미국에서 우리의 세금을 사용하여 무기를 지원하고 있다"고 진술했다. 미국 팔레스타인 사무소는 이 소년의 죽음에 대한 조사를 요구했다. 미국 국무부는 "우리는 사건의 경위를 파악하기 위해 노력하고 있으며, 이스라엘 정부에 추가 정보를 요청했다"고 밝혔다. 국가안전보장회의 대변인은 백악관이 "이러한 보고서에 대해 심각하게 우려하고 있다"고 밝혔다. 국무부는 1월 22일 "긴급 조사"를 촉구했다. 1월 25일, 미국 의회 의원 러시다 털리브는 아작의 죽음에 대한 조사를 요구하며 "타우피크는 나이 들어갈 자격이 있었다"고 진술했다. 살해 목격자는 총격이 아무런 도발 없이 이루어졌다고 진술했다.
한 달 뒤인 2월 10일, 이스라엘군은 비두에서 또 다른 미국 시민을 살해했다. 피해자는 17세 모하메드 크두르로, 운전 중 머리에 총상을 입었다.

### 헤브론
2023년 12월 6일, 이스라엘 군인들이 헤브론에서 정신 장애 남성에게 총을 쏴 부상을 입힌 사건에 대한 조사가 시작되었다. 28세 약학 대표가 베이트 에이눈에서 이스라엘 방위군에 의해 총에 맞아 사망했는데, 그가 폐쇄된 줄 몰랐던 도로로 진입했기 때문이었다. 2023년 12월 21일, 이스라엘군은 할훌과 수리프를 포함한 팔레스타인 영토 전역의 여러 지역을 습격했다. 12월 27일, 팔레스타인 적신월사는 헤브론에서 이스라엘 방위군 습격 중 3명이 부상했다고 보고했다. 2023년 12월 30일, 헤브론의 주민들이 고무탄과 최루탄에 부상당했다. 2023년 12월 30일, 헤브론주 주지사는 헤브론시가 10월 7일 이후 이스라엘 방위군에 의해 봉쇄되었다고 밝혔다. 2023년 12월 29일, 이스라엘군은 마사페르 야타 지역의 팔레스타인 목회자들을 폭행하고 총격을 가했다.
2024년 1월 5일, 알아루브 (캠프)에서 습격이 보고되었다. 2024년 1월 13일, 이스라엘군은 아도라, 하르 헤브론 근처에서 10대 소년 3명을 총에 쏴 살해했다. 나중에 군인들은 헤브론에 있는 소년들의 가족 집을 습격하여 최루탄, 음향 폭탄, 고무탄을 사용했으며, 가족들은 살해당한 것에 대해 애도하고 있었다. 2024년 1월 15일, 헤브론 근처에서 이스라엘 습격 후 젊은 남성 1명과 젊은 여성 1명이 사망했다. 2024년 1월 19일, 인권 운동가 이마드 아부 샴시예의 집이 습격당했으며, 그는 "촬영 및 기록"을 중단하라는 지시를 받았다. 2024년 1월 29일, 헤브론의 임시 시장은 이스라엘군이 두라에서 젊은 남성 2명을 살해하고 3명에게 부상을 입혔다고 밝혔다. 2024년 2월 15일, 학교에서 집으로 가던 중 살해된 소년은 10월 7일 이후 이스라엘에 의해 살해된 요르단강 서안 지구의 100번째 어린이였다. 2월 29일, 헤브론 근처에서 식물을 채취하던 세 명의 젊은 형제가 이스라엘군에게 총을 맞아 한 명이 사망했다.
2024년 3월 25일, 인증된 영상에는 이스라엘 병사들이 어린 소년의 셔츠를 벗기고 얼굴을 때리는 모습이 담겨 있다. 2024년 5월, 14세 소년이 총에 맞아 사망한 것으로 보고되었다. 2024년 8월, 국경없는의사회는 이스라엘의 강화된 제한과 팔레스타인인에 대한 폭력이 헤브론 주민들의 신체적, 정신적 건강에 영향을 미치고 있다고 설명했다. 알아파르 난민 캠프 습격 중 이스라엘 병사들은 민간인들을 학대하고 30명 이상을 체포했다.

### 투바스, 베들레헴, 칼킬리야
2023년 12월 15일, 이스라엘은 파라에서 이스라엘 방위군 병사들이 비무장 남성 두 명에게 근거리에서 총을 쏘는 영상을 브체렘이 공개한 후 조사를 시작했다. 투바스 근처 습격에서 7명이 부상했다. 2월 27일, 투바스주 임시 주지사는 이스라엘의 습격으로 도로, 발전기가 파괴되었으며, "젊은 남성 세 명이 집에서 평범한 일상생활을 하던 중 냉혹하게 살해되었다"고 밝혔다. 2024년 6월, 파라 습격은 12시간 이상 지속되었으며, 15세 소년이 사망했다. 2024년 9월, 이스라엘 저격수가 수피안 자베르 아베드 자와드를 살해했는데, 그는 10년 만에 요르단강 서안 지구에서 살해된 최초의 유엔 직원이었다.
베들레헴에서도 성탄절에 습격이 보고되었다. 1월 6일, 이스라엘군은 저항과 반대에 대한 "탄압"을 감행했으며, 병사들이 베들레헴에서 세 명의 남성을 구타했다고 보고되었다. 1월 10일, 베들레헴 근처의 보건소가 습격당했다. 1월 18일, 베들레헴 근처에서 습격이 보고되었으며, 젊은 남성 4명이 병사들에게 구타당했다고 보고되었다. 2024년 2월 11일, 팔레스타인 보건부는 이스라엘군에 의해 35세 남성이 살해되었으며, 그의 시신에서 20발의 총알이 발견되었다고 보고했다.
2023년 12월 29일, 칼킬리야에서 17세 소년이 가슴에 총상을 입고 체포되었으며, 구급차가 그를 도우려 했다. 2024년 1월 2일, 칼킬리야의 구급대원들이 부상당한 남성을 구하려다가 총격을 받았다. 이스라엘군이 20대 남성에게 머리, 어깨, 가슴에 총격을 가해 그가 사망했다. 2월 21일, 15세 소년이 살해되었다. 3월 9일, 아준 시장은 10월 7일 이후 이스라엘군이 젊은 남성 8명을 살해하고 100명 이상을 체포했다고 밝혔다. 2024년 8월, 15세 소년이 이스라엘군에 의해 총에 맞아 사망한 것으로 보고되었다.

### 나블루스
12월 24일, 발라타 캠프에서 폭발과 무장 충돌이 보고되었다. 12월 25일, 요르단강 서안 지구 전역의 습격에서 35명이 체포되었다. 성탄절에 부르카의 200가구가 습격당했다. 세바스티아 관계자들은 이스라엘 정착민들이 고고학 유적지를 공격하고 파괴하고 있다고 보고했다. 1월 9일, 나블루스 습격 중 최소 14명이 부상했다. 1월 10일, 나블루스에서 5명이 부상했다. 발라타 캠프 서비스 위원회장은 2024년 1월 17일 이스라엘 병사들이 캠프에서 남성 5명을 살해했으며, "이스라엘군이 남성 4명의 시신과 야잔 알아즈미의 시신 일부를 납치했다"고 진술했다. 2월 4일, 이스라엘군은 4세 소년에게 군용견을 풀어 소년이 반복적으로 물리고 3분 동안 심한 출혈을 보이다 병원에 입원했다. 2월 6일, 이스라엘군이 구급차의 접근을 막은 후 베이트 푸리크의 젊은 남성 1명이 총에 맞아 사망했다.
2월 13일, 정착민들이 목회자들을 공격하여 돌을 던지고 차량에 불을 지르며 양 떼를 훔치려 했다. 2월 18일, 나블루스 주지사는 10월 7일 이후 이스라엘인에 의해 48명이 살해되었으며, 군대가 통행 금지 구역과 검문소를 설치하여 사실상 "큰 감옥"으로 만들고 있다고 밝혔다. 두마 마을 협의회 의장은 마을이 90일 동안 이스라엘 방위군에 의해 봉쇄되었으며 국제적 개입이 필요하다고 밝혔다. 2월 29일, 17세 소년이 군사 습격 중 등 뒤에서 총상을 입고 사망했다. 3월 4일, 부린에서 11세 어린이가 이스라엘의 실탄에 머리를 맞고 사망했다. 이스라엘 정착민들이 한 가정을 공격한 후 이스라엘군이 정착민들을 보호하기 위해 도착하여 팔레스타인 주택 소유주들에게 실탄과 최루탄을 발사했다. 2024년 8월, 팔레스타인 적신월사 구급대원이 이스라엘의 습격 중 부상을 입은 지 일주일 만에 사망했다.
2024년 11월, 이스라엘 병사가 군용 지프에서 11세 소년을 총에 쏴 살해했다.

### 요르단강 서안 지구 전역
10월 31일, 이스라엘군은 요르단강 서안 지구의 다른 지역에서 작전을 강화하여 카바티야, 탐문, 나블루스에서 팔레스타인인 5명이 사망했다. 이로써 팔레스타인 보건부에 따르면 10월 7일 이후 요르단강 서안 지구의 총 사망자 수는 90명에 달했다.
팔레스타인 적신월사는 이스라엘군이 할훌의 젊은 시위자들에게 실탄을 발사하여 2명이 부상했으며, 투바스, 칼킬리야, 데이르 아부 다이프, 잘분, 잘카무스에서도 추가 습격이 있었다고 보고했다. 12월 23일, 드헤이셰, 헤브론, 야타, 베이타, 카리윳, 예리코, 에인 아스술탄, 아카바트 자베르를 포함한 요르단강 서안 지구 전역에서 습격이 보고되었다. 같은 날, 이스라엘 병사들은 특별한 이유 없이 막대 사탕 봉지를 들고 있던 장애인을 총에 쏴 부상시켰다고 보고되었다. 12월 25일, 이스라엘군은 살피트의 농업 시설을 파괴하고 야타 주민들에게 새 학교 건설을 중단하라고 명령했다. 12월 28일, 팔레스타인 통화국은 이스라엘군이 6개 환전 회사의 본부를 습격하여 막대한 금액을 압수했다고 보고했다. 병사들이 은행 금고를 폭파한 후 약 250만 달러가 압수되었다. 1월 9일, 요르단강 서안 지구 전역에서 습격이 보고되었다.
1월 14일, 요르단강 서안 지구 전역에서 팔레스타인인 5명이 사망했다. 1월 18일, 요르단강 서안 지구 전역에서 습격이 보고되었다. 1월 21일, 요르단강 서안 지구 전역에서 습격이 보고되었으며, 주민들에게 경제적 압력을 가하고 생계를 방해했다. 1월 25일, 요르단강 서안 지구 전역에서 습격이 보고되었다. 1월 29일, 습격으로 단 24시간 만에 소년과 젊은 남성 5명이 사망했다. 이스라엘군이 3월 21일 예리코 습격에서 젊은 팔레스타인 남성 1명을 살해했다.

### 동예루살렘
12월 22일, 동예루살렘의 팔레스타인인 2명이 이스라엘군이 음향 폭탄과 최루제를 발사한 후 부상했다. 12월 29일, 이스라엘군은 와디 알아즈의 예배자들에게 스컹크 워터, 최루탄, 고무탄을 발사했다. 같은 날, 카프르 아카브에서 이스라엘 습격 후 1명이 부상했다고 보고되었다. 실로암에서 습격이 보고되었으며, 가족들은 이스라엘군이 2 km 떨어진 정착민들에게 폭죽을 쏘았다고 비난하며 집을 약탈했다고 보고했다. 1월 7일, 4세 소녀가 검문소에서 이스라엘 병사들에게 살해되었다. 아즈자이임의 한 남성은 자신의 집을 스스로 철거해야 했다고 보고되었다. 2월 5일, 14세 소년이 총에 맞아 사망했다. 2월 12일, 15세 소년이 살해되었다. 2월 14일, 13세 소년이 체포되었다.
미국인 10대 소년이 비두에서 이스라엘 경찰에게 머리에 총을 맞고 사망했다. 미국 국무부는 성명에서 "우리는 신속하고 철저하며 투명한 조사를 긴급히 요청하며, 완전한 책임 규명을 요구한다"고 밝혔다. 2월 21일, 연구원 파크리 아부 디아브는 이스라엘 정책이 예루살렘 팔레스타인인들에게 "철권"을 행사하여 그들을 연좌에 처하게 했다고 진술했다.
2024년 5월, 이스라엘인들이 건물에 불을 질러 "막대한 피해"를 입힌 후 유엔 팔레스타인 난민 구호 기구 사무실이 폐쇄되었다. 유엔 팔레스타인 난민 구호 기구 사무총장 필리페 라자리니는 유엔 직원들이 지난 몇 달 동안 이스라엘인들에게 괴롭힘, 협박, 총기 위협을 받았다고 밝혔다. 5월 13일, 하모케드는 이스라엘인들이 다시 유엔 팔레스타인 난민 구호 기구 본부를 공격하여 경계선에 불을 질렀다고 밝혔다.

#### 라미 함단 알아흐룰리 살해
13세 소년이 3월 12일 동예루살렘에서 이스라엘군에 의해 가슴에 총을 맞고 사망했다. 이스라엘군은 이 소년이 자신들에게 폭죽을 쏘았다고 밝혔으나, 사건 영상에는 그가 공중으로 폭죽을 겨냥한 모습이 담겨 있었다. 다음 날 시위대와 이스라엘군 사이에 충돌이 발생했다. 이 어린이의 사망 후 이타마르 벤그비르는 "테러리스트"를 살해한 병사들에게 경례를 보냈다고 밝혔다. 이스라엘은 이 어린이의 시신을 보관하며, 가족에게 애도 인원을 줄이도록 압력을 가했다고 보고되었다. 이스라엘군은 시신을 인계하겠다고 밝혔으나, 어린이는 가족과 이스라엘 서안 지구 장벽의 반대편에 묻혀야 한다고 밝혔다.
이 소년의 가족은 그를 "학교에서 잘했고, 똑똑했으며, 이웃을 도왔다"고 묘사했다. 예비 조사에서는 이 소년이 폭죽을 터뜨리기 전에 총에 맞아 사망한 것으로 나타났다. 이 소년의 장례식은 3월 18일에 거행되었다.

### 요르단계곡
요르단계곡의 목동들은 10월 7일 이후 임의 체포와 정착민 폭력을 보고했다. 이스라엘군은 2024년 2월 1일 에인 아스술탄 캠프를 습격했다.

## 이스라엘의 대규모 작전

### 여름 캠프 작전
2024년 8월 28일, 이스라엘은 2002년 방어벽 작전 이후 요르단강 서안 지구에서 가장 큰 군사 작전을 개시했으며, 이를 "여름 캠프 작전"이라고 명명하고, 수백 명의 이스라엘 방위군 병력을 불도저와 항공 지원과 함께 배치했다.
이 작전의 명시된 목표는 요르단강 서안 지구의 무장 세력을 약화시키고 이스라엘 목표물에 대한 공격을 방지하는 것이었다. 이스라엘 외무장관 이스라엘 카츠는 이 작전을 "전면전"이라고 규정하고 이란이 이 지역의 무장 세력에 자금을 지원하고 무장시켜 이스라엘에 대한 "동부 테러 전선"을 구축하려 한다고 비난했다.
군사 작전의 일환으로 이스라엘군은 툴카름과 제닌을 포함한 요르단강 서안 지구 전역의 도시와 그 주변에서 팔레스타인 무장 세력과 교전했다. 특히 이스라엘 방위군은 각각 툴카름 여단과 하마스 제닌 지부의 지도자인 아부 슈자와 와셈 하젬을 살해하는 데 성공했다.
2024년 10월 3일, 이스라엘은 툴카름 난민 캠프에 2002년 방어벽 작전 이후 처음으로 공습을 감행하여, 현지 하마스와 팔레스타인 이슬람 지하드 지부의 지도자인 자히 야세르 압둘 라제크 오피와 아이스 라드완을 포함한 20명을 살해했다.

### 철벽 작전
2025년 1월 21일, 이스라엘은 2025년 이스라엘-하마스 전쟁 휴전이 발효된 지 불과 며칠 만에 요르단강 서안 지구에서 또 다른 대규모 군사 작전을 개시했으며, 이를 "철벽 작전"이라고 불렀다. 이 작전은 제닌에서 시작되었지만, 툴카름과 다른 팔레스타인 도시 및 마을로 확산되었다. 이는 이전의 이스라엘 습격에 비해 요르단강 서안 지구 무장 세력에 대한 전략적으로 독특하고 더욱 공격적인 접근 방식을 나타내며, 또한 팔레스타인 자치 정부가 이스라엘 군사 작전에 직접 참여한 최초의 사례이다.

## 무장 세력의 보복 공격
전쟁 시작 이후 요르단강 서안 지구의 팔레스타인 민병대는 거의 매일 이스라엘의 습격에 대해 방어적인 자세를 취해 왔다. 그럼에도 불구하고, 그들은 정착촌, 검문소, 군사 초소, 개인과 같은 이스라엘 목표물에 대해 때때로 공격 작전을 수행했다.

### 2023년
11월 20일, 소규모 팔레스타인 민병대인 살피트 대대는 아즈자위야 근처에서 두 대의 정착민 차량을 공격했다.
12월 21일, 무장 세력은 베들레헴 근처의 베이타르 일릿 정착촌을 폭발물로 공격했다.

### 2024년
1월 12일, 이스라엘 방위군은 헤브론 근처 이스라엘 정착촌에 침투하려던 무장 세력 3명을 사살하고 병사 1명을 부상시켰다. 1월 15일, 헤브론에서 이스라엘로 비밀리에 침투한 무장 세력 2명이 라아나나에서 차량 돌진 공격을 감행하여 1명을 살해하고 18명에게 부상을 입혔다.
2월 16일, 알쿠드스 여단은 요르단강 서안 지구의 메보 도탄 정착촌 남쪽에 위치한 도탄 검문소에 주둔한 이스라엘군에게 발포했다. 2월 29일, 팔레스타인 자치 정부 경찰관을 포함한 무장 세력 3명이 요르단강 서안 지구의 엘리 정착촌 근처 주유소에서 발포하여 이스라엘인 2명을 살해했다.
3월 16일, 하마스와 연계된 무장 세력이 헤브론 근처 정착촌에 발포했으며, 이스라엘 방위군에 의해 살해되었다.
4월 13일, 알 아크사 순교자 여단은 이스라엘 방위군 검문소, 툴카름 근처 이스라엘 정착촌, 요르단강 서안 지구 국경에 위치한 이스라엘 마을을 공격했다.
6월 19일, 알쿠드스 여단은 이전 호메시 정착촌 부지에 위치한 전초 기지를 폭발물로 공격했다. 6월 22일, 툴카름 여단이 칼킬리야에서 이스라엘 민간인을 살해했다.
7월 16일, 나블루스 근처 라민 분기점에서 무장 세력이 이전에 여러 팔레스타인 민간인에게 부상을 입혔던 이스라엘 차량에 발포했다. 차량 내에 있던 정착민 3명이 부상했다. 7월 31일, 하마스 무장 세력이 헤브론 근처 정착촌인 키랴트 아르바 근처에서 자신의 차량에 있던 정착민을 총으로 쏘고 칼로 찔렀다.
8월 6일, 무장 세력이 베카옷 정착촌에서 총격 공격을 감행했다. 8월 11일, 하마스는 요르단계곡의 메홀라 정착촌 근처 90번 고속도로에서 두 정착민에게 차량 탑승 중 총격을 가하여 1명을 살해하고 1명에게 부상을 입혔다. 8월 18일, 무장 세력이 케두밈 정착촌 근처에서 망치로 이스라엘 경비원을 살해했다. 같은 날, 나블루스 출신의 무장 세력이 텔아비브에서 자살 폭탄 테러를 감행하여 1명에게 부상을 입혔다. 8월 30일, 알 아크사 순교자 여단 무장 세력이 두 대의 차량 폭탄을 사용하여 헤브론 근처 이스라엘 정착촌을 공격했다.
9월 1일, 칼릴 알아흐만 여단은 헤브론 근처를 운전하던 이스라엘 경찰관 3명을 살해했다. 9월 8일, 친팔레스타인 요르단인 총격범이 요르단과 요르단강 서안 지구 경계에 위치한 알렌비 국경 통과 지점에서 이스라엘 인원 3명을 살해했다. 9월 11일, 무장 세력이 기바트 아사프 정착촌 근처에서 돌진 공격을 감행하여 병사 1명을 살해했다. 9월 19일, 알쿠드스 여단은 샤케드 정착촌을 총격으로 표적으로 삼았다. 알 아크사 순교자 여단은 9월 19일과 9월 21일에 각각 에발산과 게리짐산의 이스라엘 방위군 검문소를 총격으로 표적으로 삼았다.
10월 1일, 헤브론 출신의 하마스 총격범 2명이 텔아비브 자파에서 총격 공격을 감행하여 7명을 살해하고 17명에게 부상을 입혔다. 10월 6일, 팔레스타인 무자헤딘 운동의 무자헤딘 여단은 제닌 근처에서 이스라엘 방위군 병사와 정착민 집단을 총격으로 공격했다. 10월 8일, 알 아크사 순교자 여단은 게리짐산의 이스라엘 방위군 검문소를 총격으로 표적으로 삼았다. 10월 11일, 알 아크사 순교자 여단은 칼란디야의 이스라엘 방위군 검문소를 폭발물로 공격하고, 툴카름 근처의 아브네이 헤페츠 정착촌에 발포했다. 10월 19일, 팔레스타인 이슬람 지하드는 메보 도탄 정착촌의 차량을 총격으로 표적으로 삼았다. 같은 날, 무장 세력이 오프라 정착촌 근처에서 이스라엘 경찰 차량에 돌진 공격을 감행했으나, 총에 맞아 사망했으며 사상자는 발생하지 않았다. 팔레스타인 이슬람 지하드는 10월 24일 메보 도탄의 이스라엘 방위군 관측 초소에 총격 공격을 감행했으며, 10월 25일에는 이스라엘-요르단강 서안 지구 국경 검문소에 총격 공격을 감행했다. 팔레스타인 이슬람 지하드 무장 세력은 10월 28일 샤케드 정착촌을 총격으로 표적으로 삼았다.
11월 1일, 팔레스타인 이슬람 지하드 무장 세력은 이스라엘-요르단강 서안 지구 국경 검문소 근처에서 이스라엘군에게 발포했다. 11월 6일, 무장 세력이 실로 정착촌에서 이스라엘인 2명을 공격하여 부상을 입혔다. 11월 11일, 무장 세력이 베들레헴 근처 검문소에서 이스라엘 방위군 병사 2명에게 차량 돌진 공격을 감행했다. 11월 29일, 하마스 무장 세력이 아리엘 정착촌 근처 이스라엘 버스에 발포하여 8명에게 부상을 입혔다.
12월 7일, 무장 세력이 헤브론 근처에서 차량 돌진 공격을 감행하여 이스라엘 방위군 병사 1명과 다른 이스라엘인 1명에게 부상을 입혔다. 12월 11일, 무장 세력이 베들레헴 근처 알카드르에서 이스라엘 버스에 총격 공격을 감행하여 이스라엘 어린이 1명을 살해하고 여러 명에게 부상을 입혔다.

### 2025년
1월 6일, 무장 세력이 케두밈 정착촌 근처에서 이스라엘인 3명을 살해했다.
2월 4일, 팔레스타인 총격범이 투바스 북쪽의 타야시르 마을에 있는 이스라엘 검문소를 공격하여 이스라엘 방위군 병사 2명을 살해하고 8명에게 부상을 입혔다.
3월 8일, 무장 세력이 나비 일리야스 근처를 이동하던 이스라엘 민간 차량에 화염병을 던졌다. 3월 12일, 무장 세력이 아리엘 정착촌 근처에서 이스라엘인 1명에게 총격을 가해 부상을 입혔다. 3월 21일, 돌레브 정착촌 근처에서 무장 세력이 이스라엘 버스와 마겐 다비드 아돔 구급차를 총격으로 공격한 후 이스라엘 방위군과 수 시간 동안 교전을 벌였으며, 결국 헬리콥터 공격으로 살해되었다. 이 공격으로 여러 명의 사상자가 발생했다.
4월 20일, 팔레스타인 총격범이 호메시 전초 기지 밖에서 이스라엘 병사들에게 발포했으며, 대응 사격으로 사망했다. 4월 30일, 이스라엘 방위군 예비군 2명이 나블루스 남동쪽의 베이타 마을 근처에서 폭탄 공격으로 부상을 입었다.
5월 7일, 총격범이 레이한 검문소에서 이스라엘군에게 발포하여 부상을 입혔다. 같은 날, 헤브론에서 또 다른 무장 세력이 이스라엘 방위군 병사들에게 차량 돌진 공격을 감행한 후 병사들을 칼로 찔렀다. 5월 14일, 총격범이 브루킨 정착촌 근처에서 이스라엘인 2명에게 총격을 가했으며, 그 중 한 명은 임산부로 나중에 부상으로 사망했다.
6월 12일, 총격범이 헤르메시 정착촌 근처 검문소에서 이스라엘군에게 발포한 후 살해되었다.

## 팔레스타인 자치 정부의 역할

### 팔레스타인 자치 정부와 무장 세력 간의 갈등
팔레스타인 자치 정부(PA)는 팔레스타인인들에게 비효율적이고 이스라엘 점령에 종속된 것으로 대체로 인식되며, 전쟁 발발 전부터 이스라엘과 무장 세력 진압에 대한 공동의 이익을 가지고 있었다. 팔레스타인 자치 정부 보안군과 이스라엘 방위군 간의 협력은 후자가 이스라엘 방위군 습격 중 단순히 막사에 머물렀다는 사실과 무장 세력이 이들 습격에 대한 방어에 적극적으로 개입했다는 사실에 반영되어 있다.
팔레스타인 자치 정부를 겨냥한 2024년 7월 요르단강 서안 지구 소요는 7월 26일 툴카름 여단 지도자인 아부 슈자의 체포 시도 의혹으로 촉발된 무장 세력과의 갈등에서 주요한 확대였다. 시위대와 무장 세력은 툴카름에서 보안군과 충돌했고, 제닌, 베들레헴, 투바스, 그리고 나블루스에서 충돌했다. 8월까지는 툴카름 관계자들에 따르면 소요 사태가 "진압"되었다.
팔레스타인 자치 정부는 또한 2024년 10월 투바스에 그리고 2024년 12월 제닌에 주목할 만한 작전을 개시했다. 팔레스타인 자치 정부 군대는 이스라엘의 2025년 "철벽 작전" 동안 역사상 처음으로 이스라엘군과 함께 싸우기 시작했다.

### 기타 사건
전쟁 중 이스라엘 방위군과 팔레스타인 자치 정부 사이에 발생한 한 가지 사건은 2024년 7월 24일 이스라엘 방위군이 투바스를 습격하는 동안 팔레스타인 자치 정부 세관원이 총에 맞아 사망한 사건이다.
이스라엘의 2024년 10월 3일 툴카름 캠프 공습 이후, 폭격을 취재하던 알자지라 기자 라흐스 자르가 보안 요원에게 폭행당하고 총격을 가하겠다는 위협을 받았다. 자르는 이후 보안군에 의해 체포 및 구금되었고, 하루 뒤에 풀려났다.
2024년 10월 29일, 이스라엘 정착민들이 하바트 길라드 정착촌 근처에서 팔레스타인 자치 정부 보안군에게 총격 공격을 감행하여 장교 2명이 부상했다. 이스라엘 방위군은 이 공격을 비난하고 조사에 착수했다.

## 투옥 및 검문소

### 이동의 자유
브체렘 보고서는 이스라엘군이 팔레스타인인들의 이동의 자유를 심각하게 제한하고 있다고 밝혔다. 보고서는 이스라엘군이 "검문소 네트워크를 사용하여 감시를 강화하고, 수십 개의 새로운 검문소를 설치하며, 수십 개의 마을에서 주요 도로 접근을 차단하고, 팔레스타인인들이 일하거나 다른 이유로 이스라엘에 입국할 수 있는 모든 허가를 취소했다"고 진술했다.

## 정착민 폭력 및 마을 인구 감소

### 군에 의한 강제 이주
유엔 인도주의 업무 조정국은 12월 25일 이스라엘군이 푸루시 베이트 다잔과 데이르 발루트에서 주거용 건물을 철거했다고 보고했다. 유엔은 2023년에 1,094채의 건물이 철거되어 2,127명의 팔레스타인인이 이주했다고 보고했다. 12월 27일, 유엔 인도주의 업무 조정국은 10월 7일 이후 정착민 폭력으로 1,208명, 이스라엘 건축 허가 부족으로 393명, 징벌적 이유로 95명, 군 철거로 483명이 이주했다고 밝혔다. 2024년 1월 15일, 이스라엘군이 칼킬리야에서 두 채의 가옥을 철거하여 14명의 주민이 노숙자가 되었다. 1월 15일까지 군 철거로 이주한 인원은 600명 이상으로 늘어났다.
2024년 2월, 동예루살렘에 있는 가족 주택이 이스라엘에 의해 파괴된 팔레스타인 운동가는 "이스라엘 당국은 [예루살렘]에서 팔레스타인인들을 제거하고 인구 구성을 바꾸고 싶어한다"고 진술했다. 미국 국무부 대변인은 철거가 "이스라엘의 세계적 위상을 손상시킨다"고 말했다. 동예루살렘에서 집이 파괴된 한 남성은 자신의 소지품조차 챙길 수 없었다고 진술했다. 2월 29일, 피스 나우는 이스라엘 정부가 넓은 땅을 압류하여 세 팔레스타인 공동체를 위협했다고 보고했다. 유엔 인도주의 업무 조정국은 이스라엘이 2024년 1월과 2월에만 155명의 팔레스타인인의 가옥을 철거했다고 보고했다. 2024년 3월 말, 유엔 인도주의 업무 조정국은 10월 7일 이후 요르단강 서안 지구와 동예루살렘에서 1,640명이 이주했다고 보고했다. 식민지화 및 장벽 저항 위원회 (팔레스타인)는 10월 7일 이후 25개 베두인 공동체가 이스라엘에 의해 이주되었다고 밝혔다.
2024년 5월, 네게브 사막에서 약 50채의 베두인 가족 주택이 파괴되었다. 2024년 7월, 이스라엘 대법원은 동예루살렘의 11가구가 제기한 퇴거 항소를 기각했다. 2024년에만 이스라엘은 요르단강 서안 지구에서 23.7제곱킬로미터(9.15제곱마일)의 팔레스타인 토지를 점령했는데, 이는 지난 20년간 점령한 토지를 합친 것보다 많은 양이다. 2024년 8월, 노르웨이 난민 위원회는 2023년에 동예루살렘에서 229채의 주택이 철거되어 사상 최고치를 기록했다고 밝혔다. 일부 가족은 자신의 집을 파괴하도록 강요받았다.

### 정착민의 포그롬 및 위협에 의한 추방

#### 마을 목록
- 키르벳 자누타(아랍어: خربة زنوتا, "자누타의 폐허"를 의미)는 (또는 과거에는) 헤브론주 남부 요르단강 서안 지구에 위치한 팔레스타인 베두인 마을로, 헤브론 남쪽으로 20킬로미터 떨어져 있다. 이 마을은 2023년 이스라엘-하마스 전쟁 중 민족 청소를 겪었다.[390] 일부 농부들은 남아있거나 돌아왔지만 공격은 계속되었다.[391] 이 지역은 이전에 2022년에도 공격받았다.[392]
- 알카누브 - 팔레스타인 마을 알카누브에서는 인근 아스파르 정착촌과 인접한 프네이 케뎀 전초기지에서 내려온 이스라엘 정착민들이 가옥을 불태우고 농장 동물들에게 개를 풀었으며, 총기로 주민들에게 떠나지 않으면 죽을 것이라고 명령했다.[393]
- 알-파르시야 칼레트 카드르 – 노르웨이 난민 위원회에 따르면 40명이 강제 이주되었고, 그 후 이스라엘 "정착민들이 공동체를 약탈하고 텐트 9개를 훔쳤다".[394]

#### 기타 정착민 폭력
10월 7일 공격 이후 유대인 정착민의 팔레스타인인에 대한 폭력 사례가 증가했다. 이러한 공격은 팔레스타인인들을 집에서 떠나게 만들었는데, 전문가들은 이를 팔레스타인인들을 제거하기 위한 "체계적인 캠페인"의 일환이라고 불렀다. 2023년 10월 11일, 정착민들은 총격을 피해 달아나던 십대 소년의 등에 총을 쏴 살해했다. 유엔은 12월 13일, 10월 7일 이후 8명의 팔레스타인인이 정착민에 의해 살해되었다고 밝혔다. 이스라엘 정착민들은 전쟁 전에도 대부분의 범죄가 처벌받지 않은 채 면책을 받으며 행동할 수 있었다. 그들은 공격 중 이스라엘 군인들에 의해 지원받고 심지어 보호받았다고 보고되었다. 브체렘은 정착민과 군인들이 팔레스타인인들을 상대로 합동 작전을 수행하기 때문에 정착민 폭력을 이스라엘 방위군의 "비공식 도구"라고 불렀다. 미국 언론인 데이비드 이그나티우스는 요르단강 서안 지구의 상황을 "이스라엘 지배"와 학대의 패턴으로 묘사했다. 12월 25일, 정착민 공격으로 최소 8명의 팔레스타인인이 부상을 입었다. 12월 27일, 유엔 인도주의 업무 조정국은 10월 7일 이후 팔레스타인인에 대한 이스라엘 정착민 공격이 367건 발생했다고 보고했다. 12월 27일, 신베트는 이스라엘 정착민들이 불법 총기를 압수하고 폭력적인 정착민들을 체포한 예후다 폭스 소장에 대해 딘 로데르를 발동하는 것을 고려하고 있다고 보고했다.
많은 경우, 이스라엘 정착민들은 이스라엘 군복을 입고 이스라엘 군인을 사칭하여 팔레스타인인들에게 더 큰 혼란과 위협을 가한다. 2,000명 이상의 팔레스타인인들이 위협과 폭력으로 인해 이주되었다.
12월 28일, 예루살렘 아르메니아 총대주교청은 30명의 무장한 이스라엘 정착민들이 동예루살렘의 아르메니아 구역에서 성직자들을 폭행했다고 보고했다. 1월 5일, 요르단강 서안 지구의 정착 활동을 추적하는 이스라엘 단체인 피스 나우는 정착민들의 도로 봉쇄, 울타리, 전초기지 건설이 크게 증가했다고 보고했다. 2024년 1월 15일, 정착민들은 데르 샤라프, 칼킬리야, 투르무스 아야에서 방화를 저지르고 돌을 던지며 재산을 파손했다. 1월 16일, 분석가 아레프 다라그메는 정착민들이 폭력을 사용하여 요르단계곡을 점령하고 있다고 밝혔다. 나블루스의 이스라엘 정착민들은 1월 23일 자동차 전시장에 불을 지른 것으로 보고되었다. 2024년 1월에 총 120건의 정착민 공격이 보고되었다. 2월 2일, 정착민들이 살해 위협을 쓰고 자동차에 불을 지르려 했다고 보고되었다. 2월 12일, 예시 딘은 아시라 알키블리야에 대한 정착민 공격을 보고했다.
요르단강 서안 지구에서 팔레스타인인들을 대변하는 유대인 인권 변호사 네타 아말 시프(Netta Amar Shiff)는 점령지의 법적 인프라가 "정착민들이 원하는 대로 할 수 있도록" 허용한다고 밝혔다. 2월 13일, 이츠하르의 정착민들이 아시라 알키블리야에서 팔레스타인인 2명에게 총격을 가하고 화염병을 던졌다. 2월 17일, 헤브론에서 정착민 공격으로 어린이 2명이 폭행당했다. 피스 나우는 "정착민 폭력은 고립된 사건이 아니라 팔레스타인인들의 토지를 빼앗기 위한 조직적인 전략의 일부이다"라고 밝혔다. 유스 어게인스트 세틀먼츠의 공동 창립자는 "헤브론의 큰 문제는 이제 극단주의 정착민들이 도시에서 활동하는 이스라엘 군 부대에 모집되었다는 것이다. 그들은 이제 팔레스타인 주민들의 삶을 통제한다"고 밝혔다. 나블루스주 주지사는 정착민 폭력이 200% 증가했다고 보고했다.

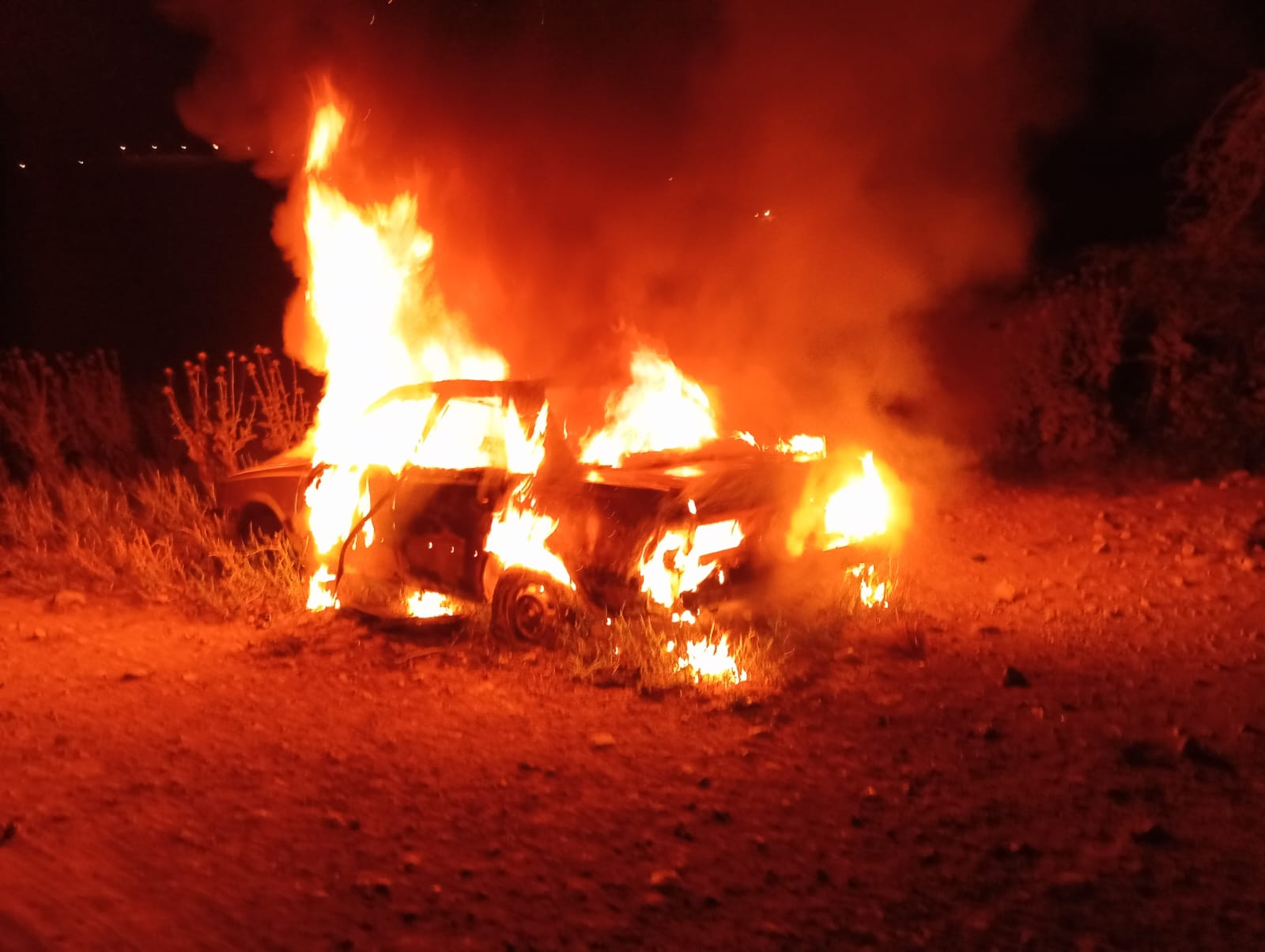
2024년 4월 폭동 중 이스라엘 정착민에 의해 불에 탄 팔레스타인 차량

2월 21일, 아시라 알키블리야에서 정착민 공격이 보고되었고, 마을 의회는 정착민들이 돌을 던지고 차량 앞유리를 부수며 차량에 불을 지르려 했다고 밝혔다. 정착민들은 두 젊은이를 폭행하고 그들의 차량을 훔쳤다. 2월 25일, 예리코의 정착민들이 베두인 공동체를 습격하여 양들을 훔쳤다. 2월 29일, 알루반 아슈샤르키야의 시장은 "정착민들이 거리에서 [팔레스타인] 가옥을 공격하려 하고 있다"고 밝혔다. 3월 4일, 팔레스타인 자치 정부 관리는 서방의 폭력적인 이스라엘 정착민에 대한 제재 이후 정착민 공격이 증가했다고 밝혔다. 나블루스주 주지사 가산 다글라스(Ghassan Daghlas)는 이스라엘 정착민 공격이 "이스라엘 군인들의 감시 아래" 일어나고 있다고 밝혔다. 유엔은 10월 7일 이후 팔레스타인인에 대한 이스라엘 정착민 공격이 "충격적인" 603건을 기록했다고 보고했다. 2024년 4월까지 유엔에 기록된 정착민 공격 건수는 700건 이상으로 증가했다.
2024년 4월, 팔레스타인인에 대한 이스라엘 정착민의 "폭동"으로 여러 명의 사상자가 발생했는데, 이는 이스라엘에 따르면 요르단강 서안 지구에서 이스라엘 십대 살해 사건이 발생하여 무장 세력의 소행으로 의심되었기 때문이다. 알무하이어에서는 폭력이 "이곳에서 기억할 수 있는 최악의 상황"으로 묘사되었다. 휴먼 라이츠 워치는 "정착민과 군인들이 이스라엘 상위 당국의 명백한 지지 아래 모든 가옥을 파괴하면서 팔레스타인 공동체 전체를 강제 이주시켰다"고 밝혔다. 2024년 7월, 바자리야의 이스라엘 정착민들은 팔레스타인 건축 자재 상점과 불도저에 불을 지른 것으로 보고되었다.
2024년 9월, 예리코 근처에서 이스라엘 염소 목동이 여러 팔레스타인인에게 폭행당한 후, 정착민들은 가해자들이 도피했다고 보고된 지역 초등학교를 습격하여 교사와 학생들을 공격했다. 이스라엘 방위군은 현장에 도착하여 공격하는 정착민들에게 돌을 던지던 학교 교장과 교사를 구금했다.

### 확장된 정착촌
2024년 3월, 요르단강 서안 지구 부동산 판매가 미국과 캐나다의 지역 시나고그에서 국제적으로 홍보되고 있다는 보도가 있었다. 3월 10일, 요르단계곡의 이스라엘 정착민들이 아인 알-사쿠트 마을에 불법 정착촌을 건설하고 있다고 보고되었다. 10월 7일 이후 이스라엘 정착민들의 "목축 정착촌" 또는 방목지 점유가 증가했다. 2023년 10월부터 2024년 1월 사이에 요르단강 서안 지구 정착민들은 최소 15개의 새로운 전초기지와 18개의 도로를 건설한 것으로 기록되었다. 팔레스타인 외교부는 이스라엘 정착민들의 "팔레스타인 토지 약탈 및 절도" 시도를 비난했다. 2024년 6월, 이스라엘 재무장관 베잘렐 스모트리치에 따르면 이스라엘 정부는 요르단강 서안 지구에 5개의 새로운 정착촌 건설을 승인했다. G7은 이스라엘의 요르단강 서안 지구 정착촌 확장을 비난했다.

## 영향

### 교육 및 경제
2024년 1월 31일, 칼킬리야의 파타 대변인은 이스라엘의 침공이 요르단강 서안 지구의 경제에 영향을 미치고 있다고 말하며 "점령군은 상점을 계속 폐쇄하고 도시에 포위망을 부과하여 주민들이 경제적으로 고통받고 있다"고 밝혔다. 2024년 5월, 이스라엘군은 환전소에서 약 1백만 달러를 압수했다.
팔레스타인 교육고등교육부는 이스라엘군의 습격과 정착민 공격 증가로 인해 요르단강 서안 지구의 많은 학교들이 운영을 중단해야 했다고 보고했다.

### 제재
1월 30일, 조 바이든 미국 대통령은 행정명령에 서명하여 미국이 이스라엘 정착민에 대한 제재를 부과할 수 있도록 허용했으며, 팔레스타인인에 대한 폭력적 공격에 연루된 이스라엘 정치인 및 정부 관리도 잠재적으로 포함될 수 있게 했다. 바이든은 이전에 국무장관과 재무장관에게 요르단강 서안 지구에서 팔레스타인인에 대한 폭력에 연루된 이스라엘 개인 또는 단체에 대한 잠재적 제재를 준비하도록 지시했다. 이스라엘 재무장관 베잘렐 스모트리치는 바이든의 명령이 "반유대주의적 거짓말"에 기반한 것이라고 말하며 이에 반발했다. 스모트리치는 나중에 "우리는 이 불의 앞에서 가만히 있지 않을 것"이라고 말하며 정착촌을 "강화"할 것을 촉구했다. 이스라엘 국가안보장관 이타마르 벤그비르는 제재를 받은 정착민들을 "영웅적"이라고 칭찬했다. 네타냐후는 제재를 비판하며 불필요하다고 말했다. 미국 제재 이후, 온라인 모금 운동으로 정착민들을 위해 수십만 달러가 모였다. 2024년 3월, 미국은 3명의 추가 정착민과 2개의 정착촌 전초기지에 제재를 가했다.
2024년 2월 4일, 캐나다 외무장관 멜라니 졸리는 캐나다 정부가 극단주의 정착민에 대한 제재를 준비하고 있다고 밝혔다. 5월 16일, 캐나다는 요르단강 서안 지구의 정착민 4명에게 제재를 가했다. 2024년 6월 27일, 캐나다는 7명의 정착민에게 추가 제재를 가했다. 영국 또한 4명의 정착민에게 제재를 가했으며, 2024년 5월에 2차 제재를 발표했다. 2월 13일, 프랑스는 요르단강 서안 지구에서 팔레스타인인에 대한 폭력을 행사한 28명의 정착민에게 제재를 부과할 것이라고 밝혔다. 스페인 외무장관 호세 마누엘 알바레스는 유럽 연합이 합의에 이르지 못할 경우 스페인이 정착민 제재를 시행할 것이라고 말했다. 스페인은 나중에 12명의 폭력적인 이스라엘 정착민에 대한 제재를 발표했다. 3월 18일, EU는 폭력적인 이스라엘 정착민에 대한 제재 부과에 만장일치로 동의했다.
2024년 7월, 미국은 요르단강 서안 지구의 3명의 이스라엘 개인, 4개의 정착촌 전초기지, 그리고 1개의 폭력적인 극단주의 단체에 대한 제재를 발표했다. 곧이어 EU는 5명의 이스라엘 개인과 3개의 단체에 대해 "심각하고 체계적인 인권 침해"를 이유로 제재를 발표했다.

### 조사
이스라엘 경찰에 의한 동예루살렘 팔레스타인 어린이 살해 사건 이후, 살해범이 심문을 받자 이타마르 벤그비르 국가안보장관은 이 심문을 "터무니없고" "수치스러운" 일이라고 비난했다. 이에 대해 이스라엘 법무장관 갈리 바하라우-미아라는 "경찰관에 대한 것을 포함한 형사 조사는 완전한 독립성을 가지고 수행된다. 귀하의 직간접적인 개입은 법을 위반하는 것이다... 이는 즉시 중단되어야 한다"고 밝혔다.

## 전쟁범죄
3월 13일, 팔레스타인 외교부는 어린이들을 포함한 6명의 민간인이 하루 만에 살해된 것을 비난하며 "이들은 국제법에 따라 전쟁범죄이자 반인륜적 범죄이다"라고 밝혔다. 벨기에 외무장관 하드자 라비브는 "식민지화와 요르단강 서안 지구에서 정착민들이 저지르는 폭력 증가는 불법이다. 이는 중단되어야 한다"고 밝혔다. 2024년 5월, 휴먼 라이츠 워치는 "이스라엘 보안군... 요르단강 서안 지구에서 명백한 위협이 되지 않는 팔레스타인인들을 고의적으로 처형하는 것을 포함하여 불법적으로 살해하고 있다"고 밝혔다.

### 병원 내 3인 암살
이스라엘군은 의료진과 민간인으로 위장하여 점령된 요르단강 서안 지구의 제닌시 병원 내부에서 팔레스타인인 3명을 총으로 살해했다. 병원은 이들이 '암살당했다'고 말하고, 이스라엘은 이들이 '하마스 테러 조직' 소속이라고 주장한다. BBC 뉴스는 그들을 "팔레스타인 무장 단체 구성원"이라고 불렀다. 그러나 그들이 무장 세력이라고 해도, 부상당한 그들을 살해하고 이 과정에서 의사로 위장하는 것은 전쟁범죄이다. 유엔 전문가들에 따르면, 이스라엘 특공대가 의료진과 무슬림 여성으로 위장하여 점령된 요르단강 서안 지구 병원에서 팔레스타인 남성 3명을 살해한 것은 전쟁범죄에 해당할 수 있다.

### 구급차 남용
이스라엘군은 2024년 12월 19일, 나블루스시에서 무장 세력으로 의심되는 이들을 상대로 기습 작전을 수행하기 위해 구급차 또는 구급차로 위장하고 팔레스타인 번호판을 단 차량을 사용했음을 인정했다. 작전은 실패하여 무장 세력은 체포되거나 총에 맞지 않았다. 그러나 구급차와 근처의 흰색 밴에서 뛰어내린 이스라엘 군인들이 거리에서 이웃과 이야기하던 25세 남성과 80세 여성을 포함한 민간인 2명을 처형하는 장면이 촬영되었다. 노년 여성은 총에 맞았고, 땅에 쓰러져 도움을 요청하기 위해 손을 들자 다시 총에 맞아 현장에서 사망했다. "이스라엘은 더 이상 전쟁범죄를 숨기려 하지 않으며, 국제법의 규범과 규칙이 적용되지 않는 것처럼 행동한다"고 B’Tselem은 선언했다.

## 반응

### 팔레스타인
12월 28일, 팔레스타인 국가 이니셔티브의 사무총장 무스타파 바르구티는 이스라엘의 요르단강 서안 지구 전역에 걸친 습격이 영토를 완전히 재점령하려는 계획의 일부라고 밝혔다. 요르단강 서안 지구 주민들은 영토 내 침공에 대한 국제적인 보도 부족에 좌절감을 느꼈다고 보고되었는데, 이는 이스라엘 방위군이 "거의 면책을 받으며 작전할 수 있도록" 허용했다고 밝혔다. 모하마드 슈타예, 팔레스타인 총리는 이스라엘의 요르단강 서안 지구에 대한 재정적 압력이 가자에서 팔레스타인 자치 정부를 몰아내려는 시도이며, 악화되는 상황이 해결되지 않으면 "요르단강 서안 지구에서 상황이 폭발할 수 있다"고 밝혔다. 1월 9일, 팔레스타인 외교부는 이스라엘의 군사 행동과 정착민 폭력이 "요르단강 서안 지구를 통제 불가능한 폭력의 순환으로 밀어넣을" 위협이 되고 있다고 경고했다. 언론인 모하메드 잠줌은 폭력적인 습격이 "일상생활의 일부"가 되었으며, 하루 평균 40건의 습격이 발생한다고 밝혔다.
1월 16일, 이스라엘은 9일 전 이스라엘 군인에게 살해된 유아의 시신을 인계했으며, 이에 팔레스타인 외교부는 "시신을 어떻게 했나? 왜 보관했나? 그들에게 그럴 권리가 있나? 그리고 아이 가족에게 사과할 것인가?"라고 밝혔다. 요르단강 서안 지구의 팔레스타인인들은 이스라엘군이 도로와 기반 시설을 파괴하기 위해 불도저를 정기적으로 사용했으며, 이 과정을 연좌의 한 형태로 묘사했다. 주민들은 이스라엘이 자신들을 지역 저항 세력에 대항하게 만들려 한다고 믿었다.
국제사법재판소가 남아프리카 공화국 대 이스라엘 사건에서 잠정 조치를 발표한 후, 요르단강 서안 지구 주민들은 즉각적인 휴전을 요구하지 않은 것에 실망감을 표했으며, "헤이그의 판결이 점령된 요르단강 서안 지구에서 이스라엘군과 정착민의 폭력을 더욱 악화시킬 수 있다"는 우려를 표했다. 2월 4일, 알하크의 한 변호사는 "국제 사회는 이스라엘에게 어떤 형태의 책임도 없이 원하는 대로 하도록 [녹색 신호]를 주었다"고 밝혔다. 팔레스타인 총리 모하마드 슈타예는 "우리는 폭발에서 그리 멀지 않다"고 밝혔다.
요르단강 서안 지구 주민들은 자신들이 "섬으로 강제 이주당하고 있다"고 보고했다. 제닌 캠프의 한 지역 관리인 니달 나그나기야(Nidal Naghnaghiyeh)는 이스라엘군이 제닌에서 "젊은이들을 살해하는 체계적인 정책"을 가지고 있다고 밝혔다. 팔레스타인 외교부는 이스라엘 검문소가 요르단강 서안 지구를 이스라엘군과 정착민들이 원하는 대로 할 수 있는 감옥으로 만들었다고 밝혔다. 2024년 4월의 공동 성명에서 알하크, 알 미잔 인권 센터, 팔레스타인 인권 센터는 "폭력적인 이스라엘군과 정착민의 공격이 강도와 규모 면에서 확대되고 있다"고 밝혔다.

### 이스라엘
예시 딘의 보고서에 따르면 10월 7일 이후 요르단강 서안 지구에서 정착민 폭력이 증가했지만, 이스라엘 사법 당국은 단 한 건의 기소도 하지 않았다. 이스라엘군은 요르단강 서안 지구의 상황이 "통제 불능 상태로 치닫고 있다"고 묘사했다. 브체렘은 이스라엘이 요르단강 서안 지구에서 "개방 발사" 정책으로 작전하고 있다고 밝혔다. 이스라엘 활동가들은 요르단강 서안 지구에서 펼쳐지는 이른바 민족 청소를 막기 위해 노력했다. 이스라엘 활동가 단체인 미스타클림은 정착민 폭력을 "유대인 테러"라고 묘사했다. 2024년 5월, 이스라엘 재무장관 베잘렐 스모트리치는 요르단강 서안 지구 주민들에게 "가자 지구처럼 당신들을 폐허로 만들겠다"고 밝혔다. 2024년 7월, 퇴임하는 예후다 폭스 장군은 이스라엘 정착민 폭력을 비판하며 "이것은 내 눈에 유대교가 아니다. 적어도 내가 부모님 집에서 자란 유대교는 아니다. 이것은 토라의 방식이 아니다"라고 밝혔다.

### 국제 기구
볼커 튀르크, 유엔 인권최고대표는 요르단강 서안 지구와 동예루살렘에서 군사 전술, 불균형적인 무력 사용, 이동 제한이 사용되는 것에 대해 우려를 표했다. 유엔 관계자는 책임의 부재와 "이스라엘 관리들의 부추김"이 정착민 폭력 증가로 이어지고 있다고 밝혔다. 미셸 마틴 아일랜드 부총리는 요르단강 서안 지구에서 일어나고 있는 일이 "충격적"이며 국제인도법 위반이라고 밝혔다. 1월 18일, 유엔 인권최고대표사무소는 요르단강 서안 지구에서 증가하는 "불법적인" 살해에 대한 독립적인 조사를 촉구했다. 1월 19일, 유엔 팔레스타인 난민 구호 사업 기구 총장 필리페 라자리니는 요르단강 서안 지구에서 "고통과 슬픔의 비극적인 순환"으로 인해 폭력이 "최고 수준"에 달하고 있다고 경고했다. 무스타파 바르구티는 1월 20일 이스라엘 정착민들의 목표가 민족 청소라고 밝혔다. 베두인 시민권 단체인 베두인 권리 옹호 알-바이 다르 기구는 자신들의 공동체가 이스라엘 군인과 정착민들에 의해 민족 청소와 강제 이주를 당하고 있다고 밝혔다. 유니세프는 1월 28일 어린이들이 "끊임없는 두려움과 슬픔" 속에서 살고 있다고 보고했다.
2024년 6월, 볼커 튀르크는 "그토록 많은 생명이 그토록 무모하게 빼앗겼다는 것은 헤아릴 수 없는 일이다"라고 밝혔다. 같은 달 말, 튀르크는 "동예루살렘을 포함한 요르단강 서안 지구의 상황이 극적으로 악화되고 있다"고 밝혔다.
2024년 9월 2일, 점령된 팔레스타인 영토 담당 유엔 특별 보고관 프란체스카 알바네세는 "이스라엘의 집단살해 폭력이 가자에서 벗어나 점령된 팔레스타인 영토 전체로 퍼질 위험이 있다"고 경고했다. 그녀는 국제 사회에 "기업과 금융 기관을 포함한 국가 및 비국가 행위자로 구성된", "이스라엘의 점령 아래 있는 팔레스타인인에 대한 집단살해 위험을 즉시 중단하고, 책임성을 확보하며, 궁극적으로 이스라엘의 팔레스타인 영토 식민지화를 종식시키기 위해 할 수 있는 모든 것을 다할" 것을 촉구했다.

### 국제
아날레나 베어보크 독일 외무장관은 이스라엘이 요르단강 서안 지구의 팔레스타인인들을 보호할 책임이 있다고 밝혔다. 멜라니 캠밋 미국 정치학자는 1월 18일 요르단강 서안 지구의 전투 심화가 전쟁이 "아직 끝나지 않았다"는 것을 나타낸다고 밝혔다. 1월 18일, 페니 웡 호주 외무장관은 점령된 요르단강 서안 지구를 방문하여 "호주는 요르단강 서안 지구의 팔레스타인인에 대한 지속적인 정착민 폭력에 깊이 우려하고 있다"고 밝혔다. 3월 1일, 서맨사 파워 유사이드 국장은 "극단주의 이스라엘 정착민들의 반복적인 공격은... 공포의 충격을 주었다. 이 폭력은 용납할 수 없으며 중단되어야 한다"고 밝혔다. 3월 12일, 요르단 정부는 요르단강 서안 지구에서 자국민 2명이 살해된 것을 비난하며, 한 젊은 남성이 "다리에 부상을 입었고 점령군이 그를 구급차 안에 한 시간 반 이상 피 흘리게 방치하다가 사망했다"고 밝혔다.

## 같이 보기
- 21세기 침공 목록
- 이스라엘-하마스 전쟁 중 군사 교전 목록
- 이스라엘-하마스 전쟁 개요
- 2023년 이스라엘-팔레스타인 분쟁의 타임라인
- 2024년 이스라엘-팔레스타인 분쟁의 타임라인
- 이스라엘 정착민 폭력

## 참고
1. ↑  출처:[6][7][8][9][10][11][12][13][14]
2. ↑  출처:[15][16][17][9][11][18]
3. ↑  출처:[19][20]
4. ↑  출처:[21]
5. ↑  2024년 7월 8일 기준[29]
6. ↑  유엔에 따르면, 이 중 약 115명은 어린이이다[30][31]
7. ↑  2024년 5월 1일 기준[32]
8. ↑  이 소년은 뉴올리언스 출신이었다.[167]